# Bellmunt de Segarra
Bellmunt de Segarra és un llogaret amb una població de 28 habitants pertanyent al municipi Talavera a la (Segarra). Es troba enlairat damunt un petit turó, a 794 metres d'altura, situat a l'extrem oriental del terme a cavall de les conques de l'Anoia i la Ribera d'Ondara. Dins del nucli podem trobar les restes del castell de Bellmunt datat el segle xii i l'església de Sant Pere. La primera cita del poble data del segle xii, quan es parla de l'existència del castell. Des del segle xvi fins al XIX estigué sota el domini del monestir de Montserrat. Durant el segle xix formà municipi independent i tenia una quarantena d'habitants.